# Manuel dos Santos Pereira
Dom Manuel dos Santos Pereira (Santo Amaro, 12 de março de 1827 — Salvador, 25 de abril de 1900) foi prelado brasileiro da Igreja Católica Romana. Foi o 23º ordinário da então Diocese de Olinda e seu penúltimo bispo antes desta ser elevada a arquidiocese, de 1890 até sua morte. Anteriormente, fora também bispo-auxiliar da Arquidiocese de São Salvador da Bahia.

## Biografia
Dom Manuel nasceu na antiga vila de Santo Amaro da Purificação, Bahia, filho de um português homônimo e de Maria Luísa dos Santos Pereira. Decidiu seguir carreira eclesiástica, assim como seus dois irmãos mais velhos: Pe. José Manuel dos Santos Pereira, que foi vigário de Manaus, Amazonas, e Dom João de São Bento dos Santos Pereira, que foi abade geral da Congregação Beneditina do Brasil.
Foi ordenado presbítero em 11 de dezembro de 1853 para a Arquidiocese de São Salvador pelo arcebispo-primaz Dom Romualdo Antônio de Seixas Barroso. Ao longo de seu presbiterado, exerceu diversas funções: foi professor de Latim do Seminário Arquidiocesano e visitador em 1856; foi cônego honorário, em atenção aos serviços prestados durante a epidemia de cólera em Salvador, em Santo Amaro e em Catu, em 1857; cônego prebendado em 1860; examinador sinodal desde o episcopado de Dom Romualdo; capelão do Convento do Desterro e defensor dos matrimônios e das ordens religiosas em 1862; penintenciário da Sé em 1864; promotor do juízo eclesiástico em 1865; vigário-geral e desembargador do Tribunal Eclesiástico em 1866; arcediago e capelão colado do Palácio Arquiepiscopal e provedor do arcebispado em 1878.
O Papa Pio IX nomeou-o seu prelado doméstico em 1877 e Leão XIII o promoveu, em 1878, a protonotário e deu-lhe as honras de conde romano de prelado assistente ao sólio pontifício. Foi vigário capitular, assumino o governo arquiepiscopal à morte do arcebispo Dom Joaquim Gonçalves de Azevedo, em 1879, e novamente, em 1889, por afastamento do então ordinário, Dom Luís Antônio dos Santos, por motivo de saúde.
Em 26 de junho de 1890, o Papa Leão XIII, nomeou-o bispo-auxiliar da Arquidiocese de São Salvador da Bahia, com sé titular de Eucárpia, no mesmo ato em que designava seu novo ordinário, Dom Antônio de Macedo Costa, antes ordinário da Diocese de Belém e um dos bispos implicados no episódio da Questão Religiosa que contribuiu com a crise do Império do Brasil. Ele e Dom José Pereira da Silva Barros, então bispo de Olinda, foram co-consagrantes na ordenação episcopal de Dom Manuel, que ocorreu em São Paulo, por ocasião de ali achar-se reunido todo o clero brasileiro, em 31 de agosto seguinte, com a presidência do arcebispo Dom Lino Deodato Rodrigues de Carvalho.
Dom Macedo, no entanto, sequer chegou a tomar posse. Com a saúde debilitada, transferiu-se para Minas Gerais em busca de tratamento, vindo a falecer em Barbacena, em março de 1891. Dom Manuel tomou posse em seu lugar, por procuração, em 18 de setembro e continuou no governo da Arquidiocese até a chegada do novo primaz.
Em 12 de setembro de 1893, nomeou Dom Manuel ordinário da Diocese de Olinda, em substituição a Dom João Fernando Santiago Esberard, designado arcebispo de São Sebastião do Rio de Janeiro. Tomou posse por procuração em 20 de dezembro do mesmo ano, pois ainda estava no governo da Arquidiocese de Salvador, esperando dar posse ao novo arcebispo-primaz, nomeado pelo mesmo ato, Dom Jerônimo Tomé da Silva, igualmente transferido da Diocese de Belém, para a qual não havia sido designado um sucessor. Dom Tomé foi empossado em Salvador em 28 de fevereiro de 1894 e Dom Manuel assumiu suas funções em Olinda em 15 de abril seguinte.
Destacam-se em seu episcopado a reforma dos estudos daqueles que se dedicavam ao sacerdócio, a separação do colégio do seminário maior, deixando o primeiro no prédio que fora dos jesuítas, e estabelecendo o segundo no vasto Convento de São Francisco, para este fim mandado entregar pelo Papa Leão XIII. Criou o Óbolo Diocesano, com o qual pretendia restabelecer os atos religiosos da Catedral, assegurando renda suficiente para os cônegos, que haviam abandonado o coro por falta de recursos, e prover as paróquias mais pobres.
Aos 72 anos, com a saúde debilitada, enfrentou viagem penosa a Roma, para participar do concílio plenário dos bispos latino-americanos. Partiu de Recife em 17 de abril e retornou em 18 de setembro de 1899. Agravando-se seu estado de saúde, no entanto, depois de alguns meses, viajou em busca de tratamento para a Bahia, de onde jamais voltou. Faleceu em 25 de abril de 1900, aos 73 anos, em Salvador. Seu cadáver foi sepultado na Catedral de Salvador. A Diocese de Olinda permaneceu vacante por quase um ano. Logo após sua morte, o cabido de Olinda escolheu um vigário capitular, Mosenhor Marcolino Pacheco do Amaral, que governou a diocese até maio de 1901, dando posse ao novo ordinário, Dom Luís Raimundo da Silva Brito.